# Cyanerpes caeruleus
El mielerito o mielero cerúleo (Cyanerpes caeruleus), también denominado mielero purpúreo (en Colombia, Ecuador y Panamá), mielero púrpura (en Perú), copeicillo violáceo (en Venezuela), certiola de patas amarillas o tucuso morado,[cita requerida] es una especie de ave paseriforme de la familia Thraupidae, perteneciente al  género Cyanerpes. Es nativo de América del Sur, del extremo oriental de América Central y de Trinidad y Tobago.

## Distribución y hábitat
Se distribuye ampliamente por la cuenca amazónica y el escudo guayanés, del sur y sureste de Colombia, sur y este de Venezuela, Guyana, Surinam, Guayana Francesa, este de Ecuador, este de Perú, hasta el oeste de Bolivia y en la casi totalidad de la Amazonia brasileña hacia el sur hasta el extremo oeste del Pantanal. También se distribuye por la cordillera de la Costa de Venezuela y en Trinidad (unas pocas aves, posiblemente introducidas, han sido registradas en Tobago), en el piedemonte andino desde el oeste de Venezuela hasta el este de Colombia, y en la pendiente del Pacífico desde el extremo oriental de Panamá, oeste de Colombia hasta el suroeste de Ecuador.
Esta especie es ampliamente diseminada y con frecuencia común en sus hábitats naturales: el dosel y los bordes de selvas húmedas y claros adyacentes de tierras bajas hasta los 1200 m de altitud, aunque se ha encontrado en alturas de hasta 2300 m. Se trata de una especie que habita el dosel, pero también aparece en plantaciones de cacao y cítricos. En el límite superior de su rango altitudinal, frecuenta la selva premontaña, por lo general con árboles relativamente bajos (10-15 m) y abundante en epífitas y musgos.

## Descripción
Mide 11 cm de longitud, pesa unos 12 g. Tiene un largo pico curvado y negro. Al igual que las otras especies de su género, presenta un dimorfismo sexual muy pronunciado.  El macho es de color morado con alas ribeteadas en negro, y las patas de color amarillo brillante. Las hembras y los inmaduros tienen el dorso verde, y verde con rayas amarillentas las partes inferiores. La garganta es color canela, y tienen una franja azul a ambos lados del pico. La llamada es un alto y agudo «zrií». La subespecie de Trinidad C. c. longirostris tiene un pico mayor que las variedades continentales.

## Comportamiento
Se encuentra a menudo en grupos pequeños. Se alimenta de néctar (en particular de bromelias y flores similares, a los que la forma del pico está perfectamente adaptada), bayas e insectoss, principalmente en el dosel. Es un ave audaz e inquisitiva, respondiendo rápidamente a la llamada del mochuelo caburé (Glaucidium brasilianum) saliendo de la cobertura y buscando al depredador y adoptando una posición agresiva. La hembra construye un nido del tamaño de una taza pequeña en un árbol, e incuba dos huevos de color castaño con manchas blancas durante dos semanas.

## Sistemática

### Descripción original
La especie C. caeruleus fue descrita por primera vez por el naturalista sueco Carlos Linneo en 1758 bajo el nombre científico Certhia caerulea; su localidad tipo es: «Surinam».

### Etimología
El nombre genérico masculino Cyanerpes se compone de las palabras griegas «kuanos»: azul oscuro, y «herpēs»: trepador; y el nombre de la especie «caeruleus» del latín que significa color azul, azul celeste.

### Taxonomía
Durante mucho tiempo fue considerado conespecífico con el mielerito reluciente (C. lucidus). Los amplios estudios filogenéticos recientes comprueban que la presente especie es hermana de Cyanerpes cyaneus, y el par formado por ambas es hermano del par formado por Cyanerpes nitidus y  C. lucidus.

### Subespecies
Según las clasificaciones del Congreso Ornitológico Internacional (IOC) y Clements Checklist/eBird v.2019 se reconocen cinco subespecies, con su correspondiente distribución geográfica:
- Cyanerpes caeruleus caeruleus (Linnaeus), 1758 – extremo este de Panamá hasta Venezuela, las Guayanas y  noreste amazónico de Brasil.
- Cyanerpes caeruleus chocoanus Hellmayr, 1920 – oeste de Colombia y oeste de Ecuador.
- Cyanerpes caeruleus microrhynchus (Berlepsch), 1884 –  este de Colombia al sur de Venezuela, norte de Bolivia y oeste de la Amazonia brasileña.
- Cyanerpes caeruleus longirostris (Cabanis), 1851 – Trinidad.
- Cyanerpes caeruleus hellmayri Gyldenstolpe, 1945 – tepuyes de Guyana.